# Сейшал (Порту-Мониш)
Сейшал (порт. Seixal) — район (фрегезия) в Португалии, входит в округ Мадейра. Расположен на острове Мадейра. Является составной частью муниципалитета Порту-Мониш. Население составляет 716 человек на 2001 год. Занимает площадь 29,50 км².